# Харчування динозаврів
Динозаври поділялися не тільки за біологічною класифікацією, але й за способом живлення. Серед динозаврів були травоїдні, всеїдні, хижаки, некрофаги і канібали.

## Травоїдні
Більша кількість ящерів (60 %) була рослиноїдами. Більшість із них не могла жувати рослини, тож, як деякі сучасні птахи, ковтали гастроліти — камінці, за допомогою яких перетравлювалася їжа.
В голодні часи травоїдні динозаври могли полювати на дичину, як сьогодні роблять деякі олені та зайці. До фітофагів належали більшість завроподів, деякі орнітомімозаври, 30 % орнітоподів, цератопси, тиреофори.

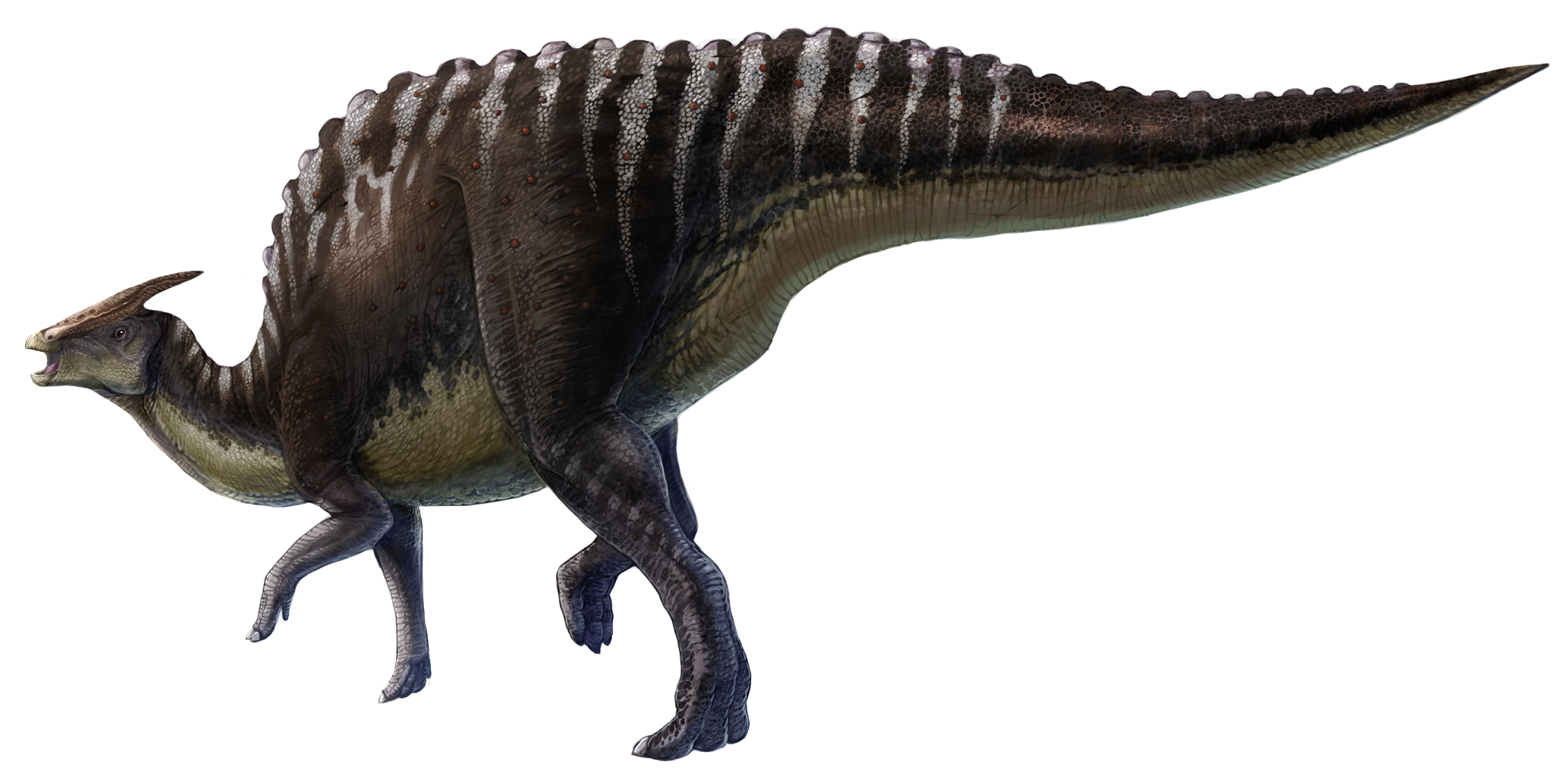
Завролоф
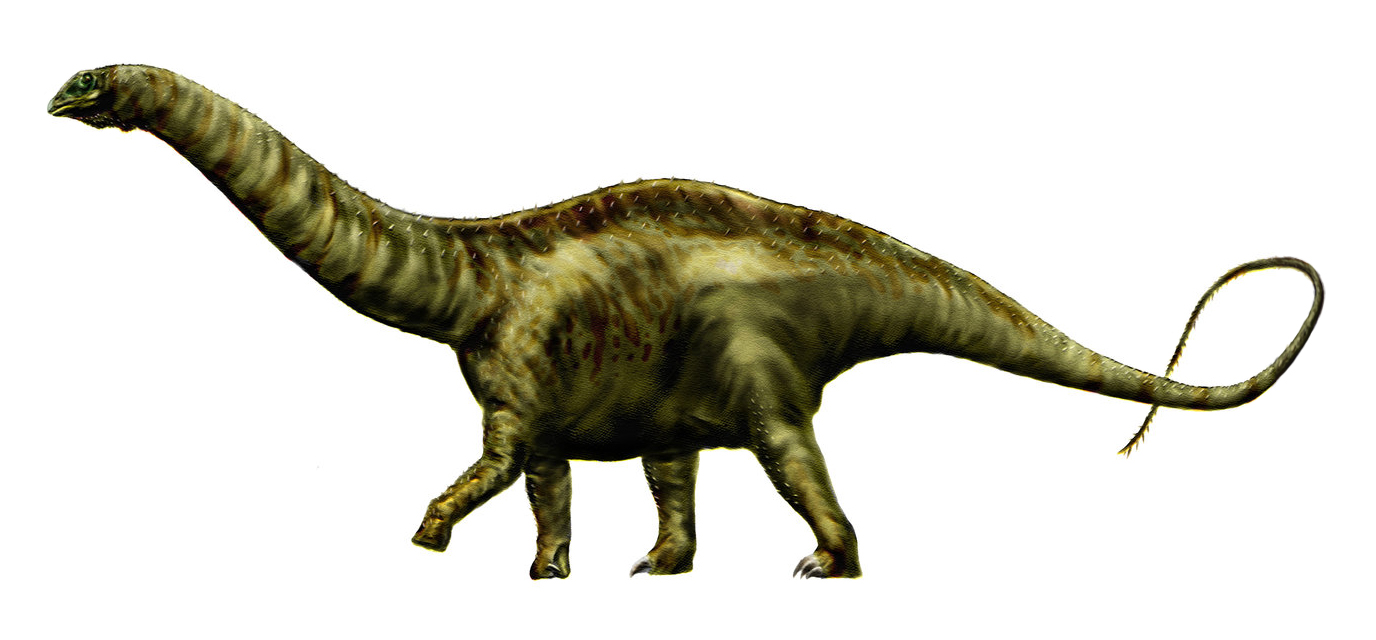
Апатозавр
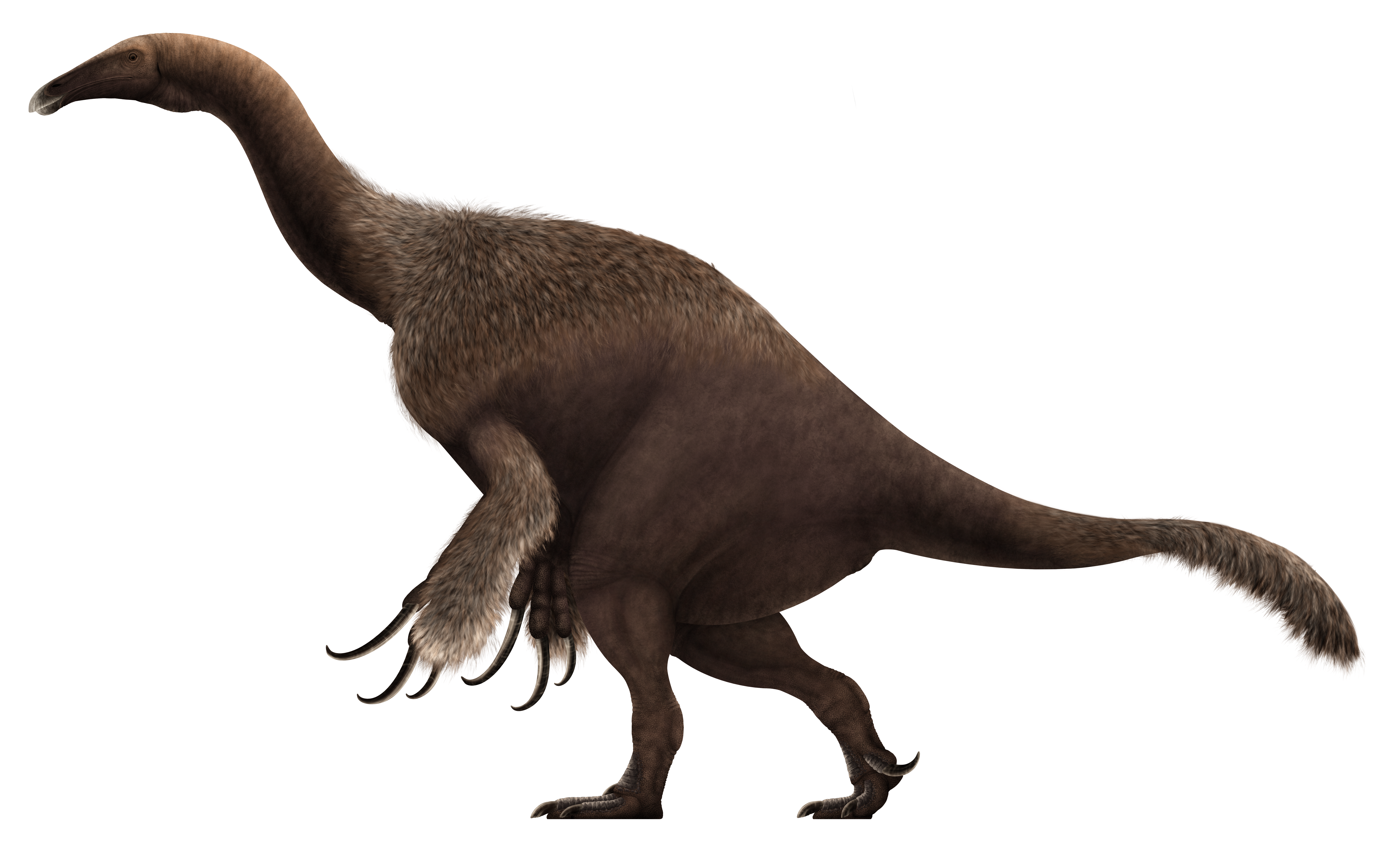
Теризинозавр
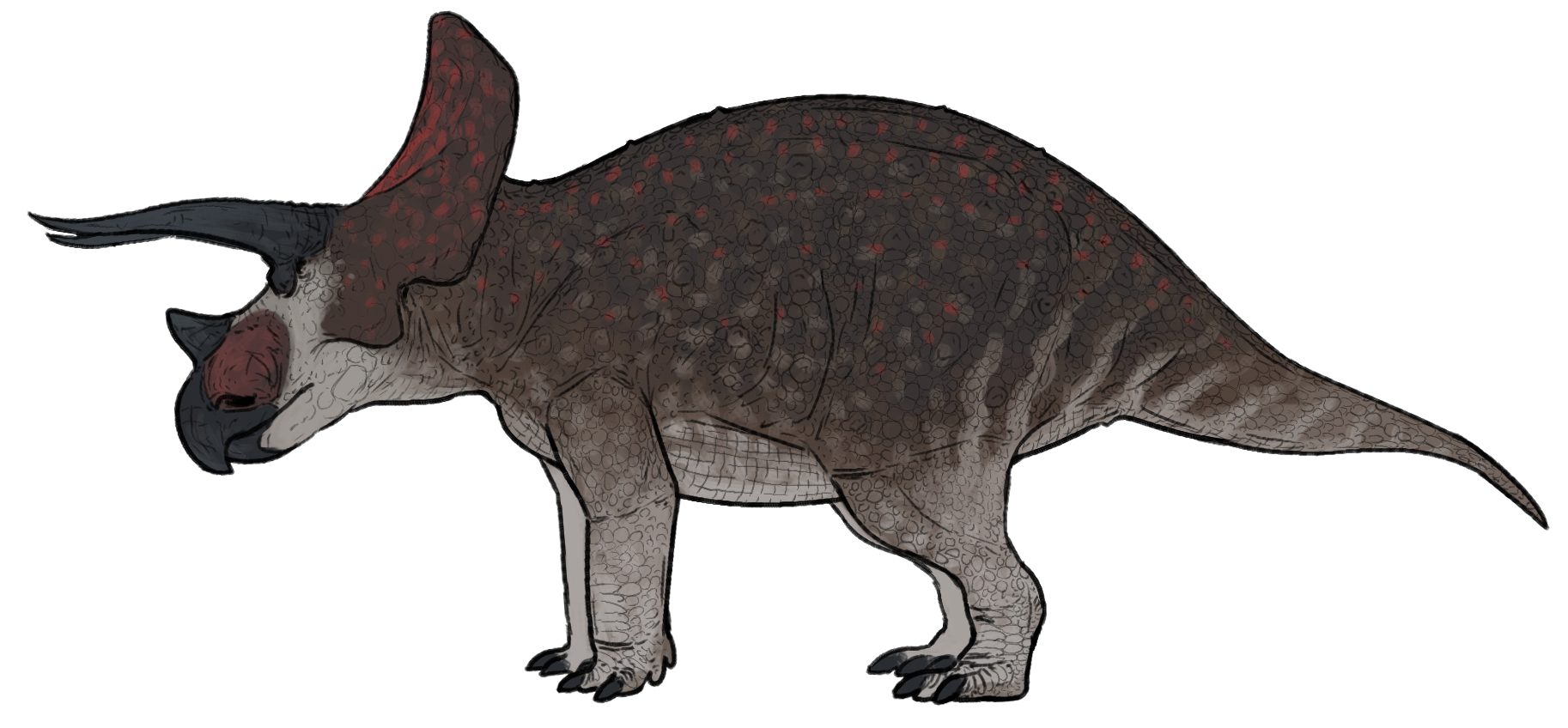
Трицератопс

## Хижаки
Хижаків було менше, але вони були значно небезпечнішими. Деякі, як мегалозавр, активно полювали, деякі, як спинозавр, були земноводними хижаками. Крім того,  динозаври могли  їсти інших особин власного виду (канібализм).
М'ясоїдні динозаври Південної Америки та Африки полювали на акул, морських плазунів та, переважно, риб. Найбільший м'ясоїдний динозавр, який коли-небудь жив, Спінозавр, харчувався морепродуктами, як і його близькі родичі Сухомімус та Баріонікс.

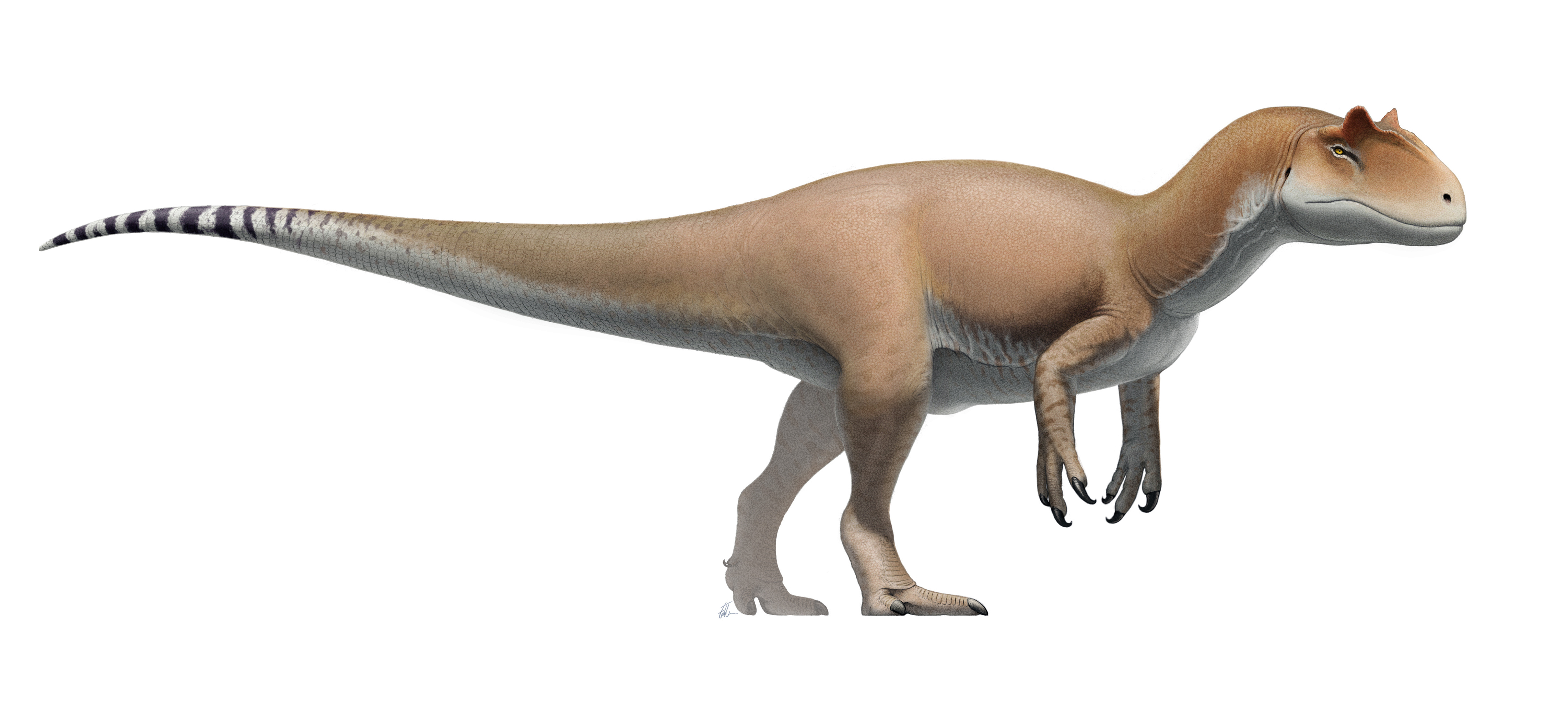
Алозавр
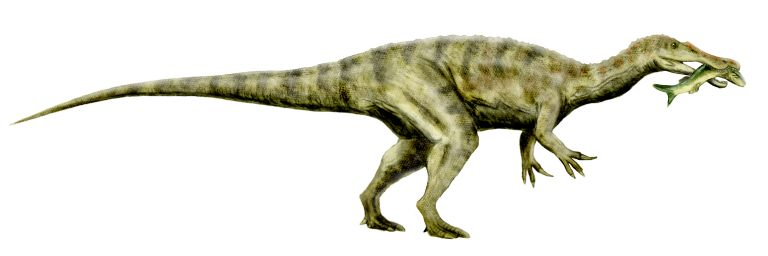
Баріонікс
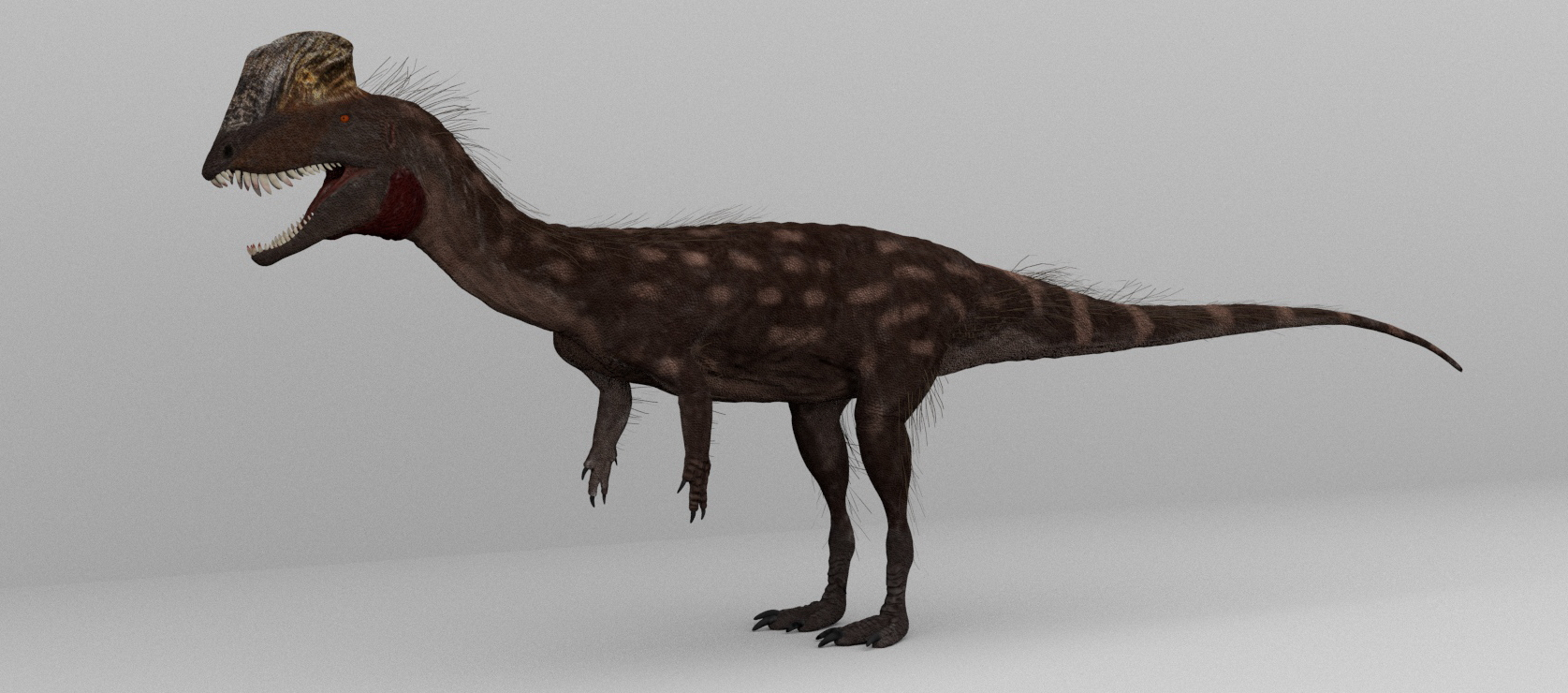
Дилофозавр
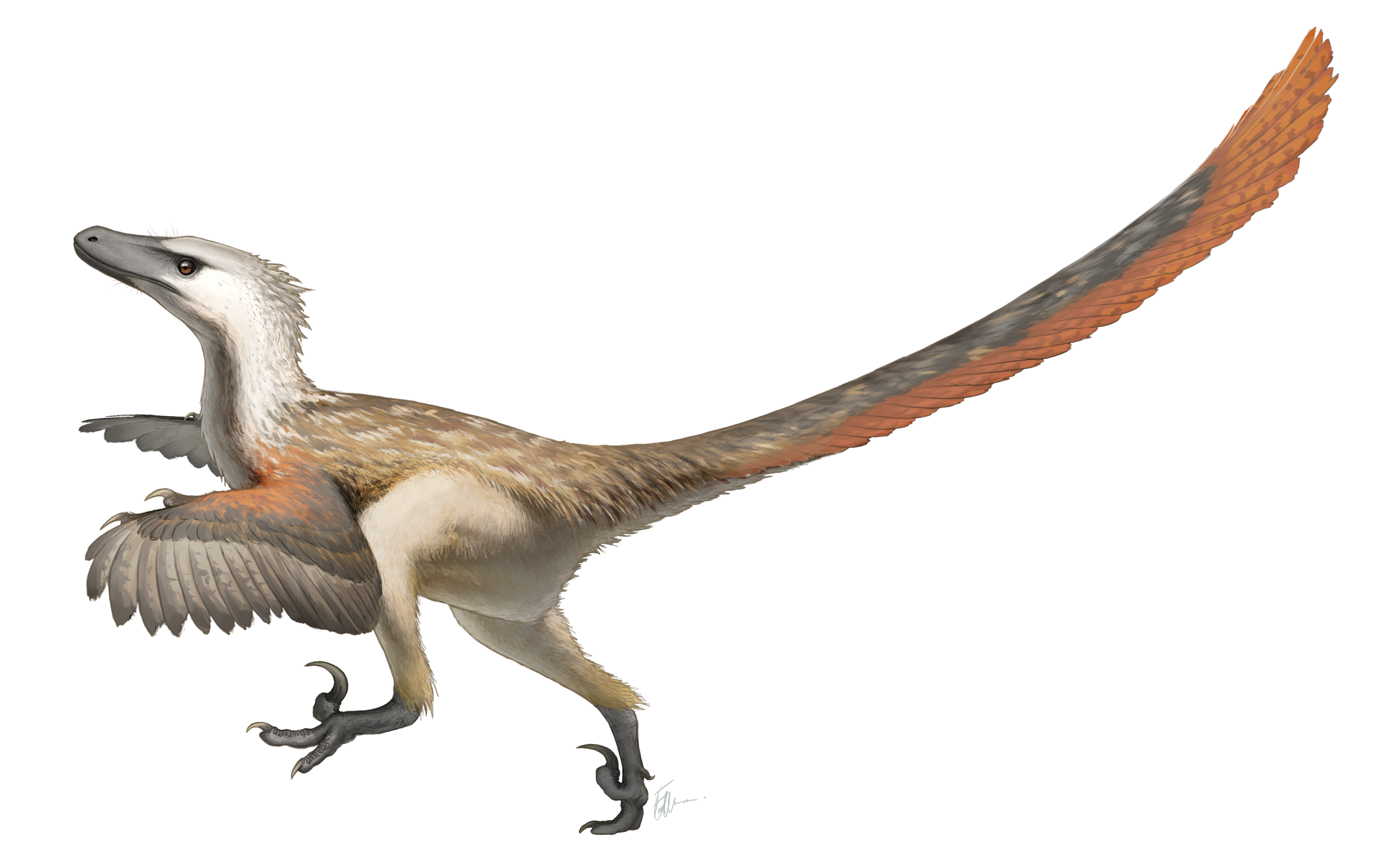
Велоцираптор

## Всеїдні
Деякі ящери споживали й рослинну, і тваринну їжу . Такими є багато тероподів і орнітоподів.
Вчені Пол Барретт і Карен Чин вважають, що динозаври навряд чи харчувалися ракоподібними на регулярній основі. Тим не менш, дослідження відзначає, що рослиноїдні динозаври, по всій видимості, дотримувалися гнучкішого харчування, ніж вважалося раніше. 

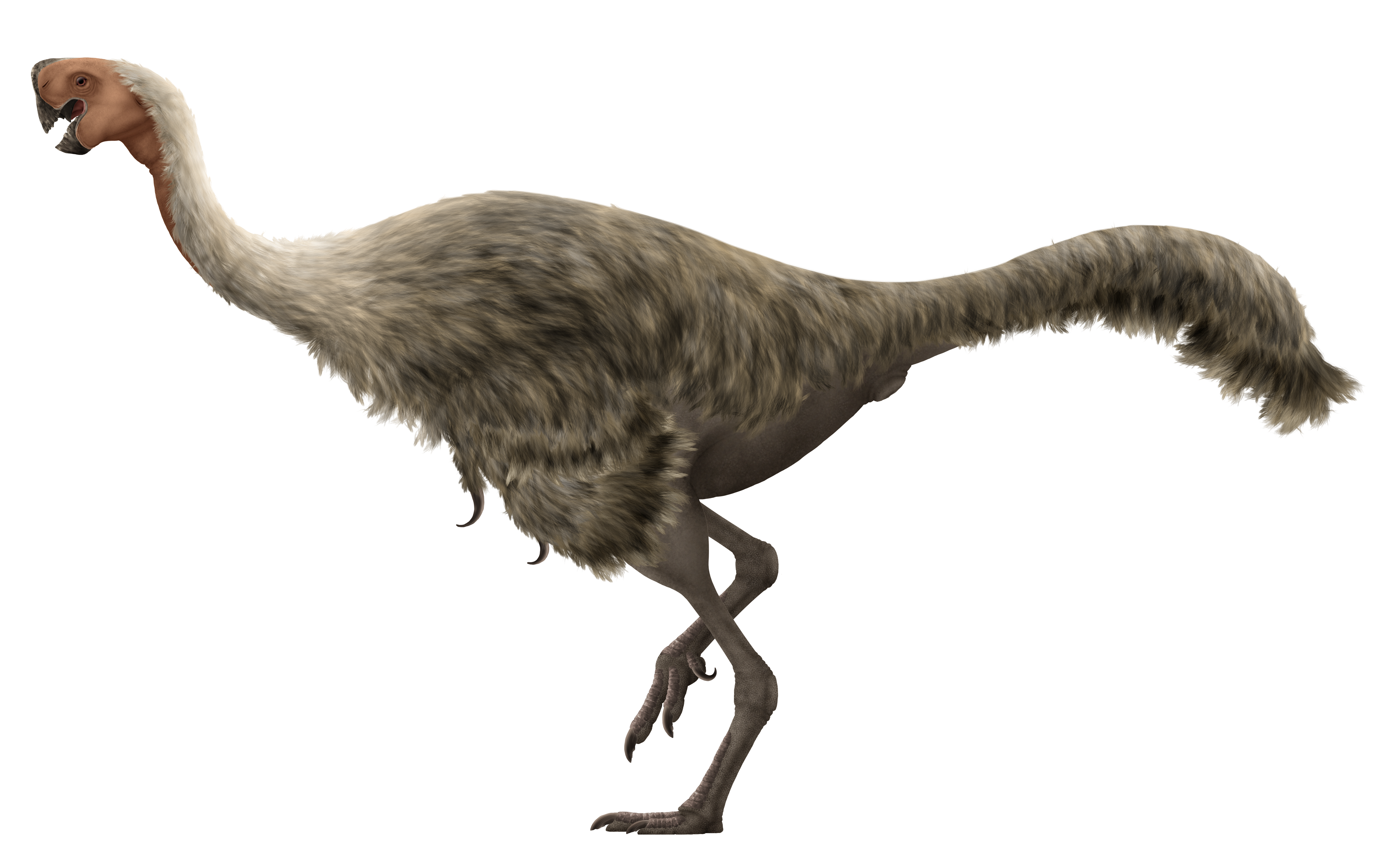
Цитіпаті
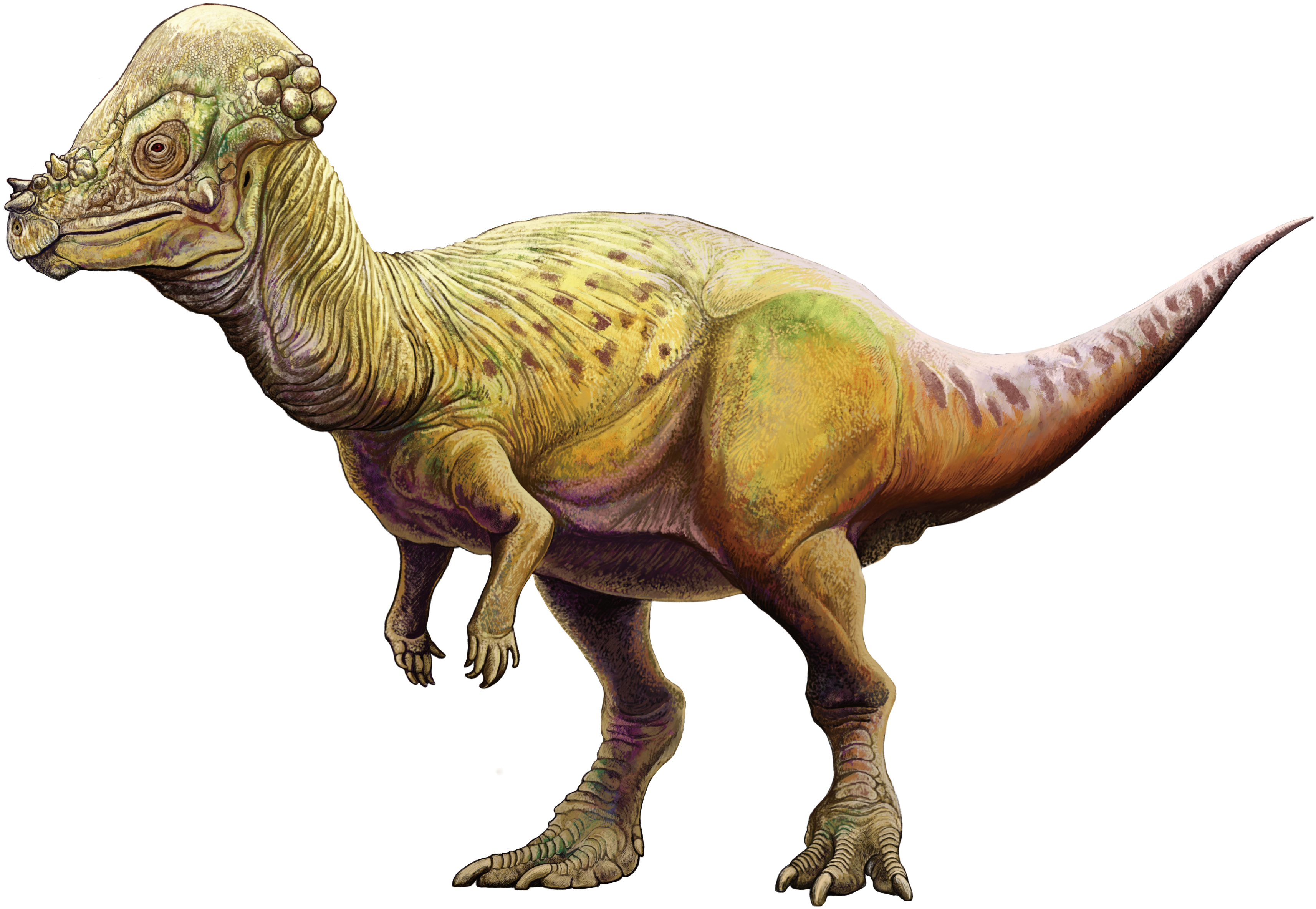
Пахіцефалозавр
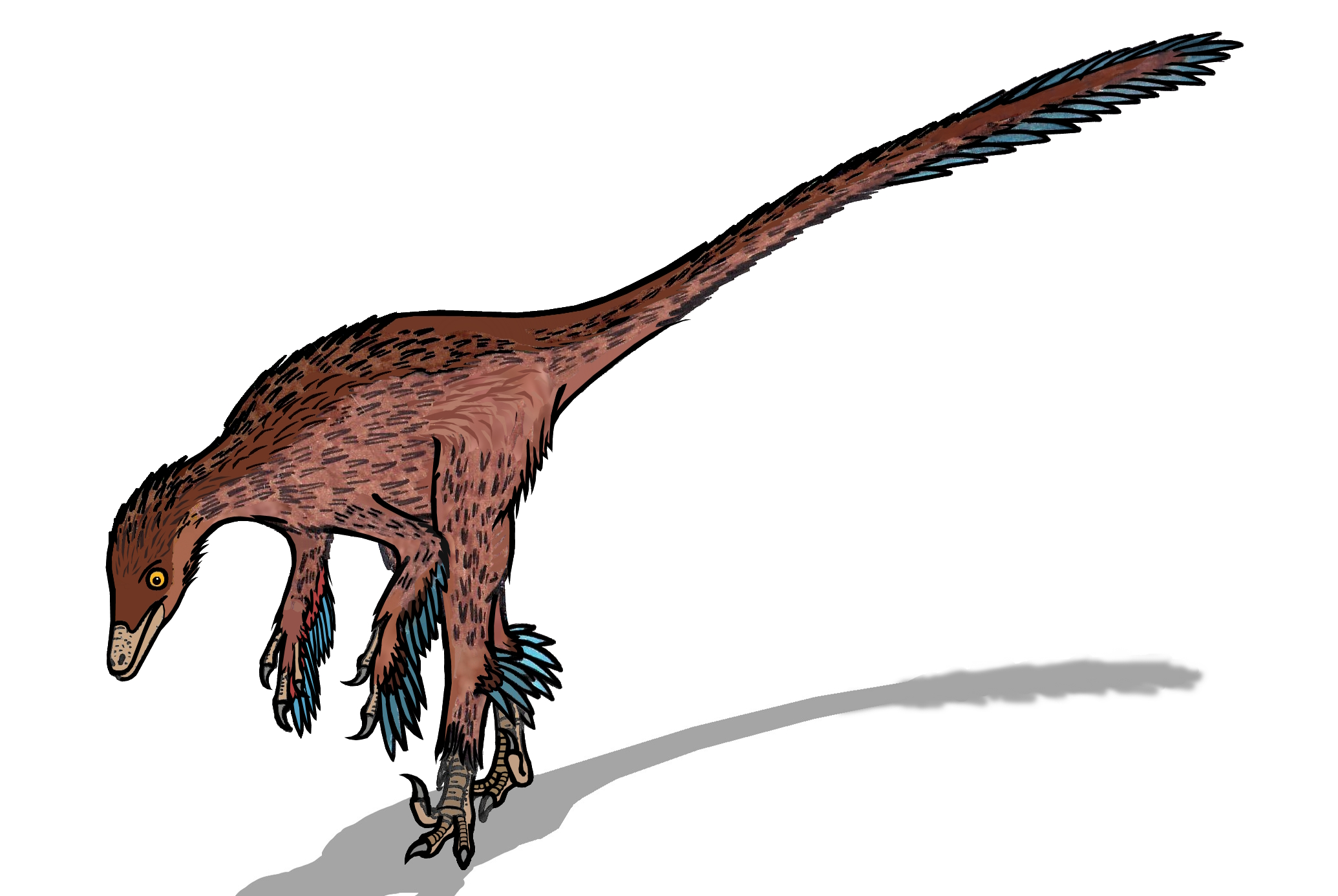
Троодон
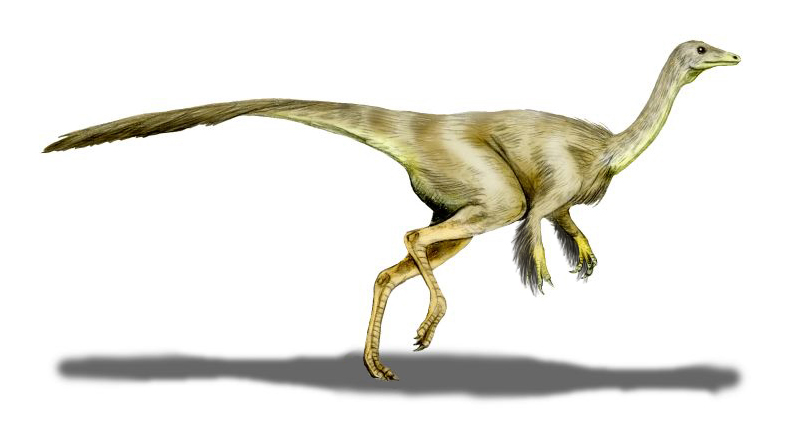
Струтіомім